# Burwell (Nebraska)
Burwell è un comune degli Stati Uniti d'America, situato in Nebraska, nella contea di Garfield.